# Toña (repostería)
La toña, mona, panquemao, pingano, fogaseta o fogaza  (panou, tonya, cóc, fogassa o pa socarrat en valenciano) es un brioche típico de la Comunidad Valenciana y Región de Murcia, que se consume prácticamente en todo el Levante español, donde recibe nombres muy distintos según la comarca. En Semana Santa, en toda la Comunidad Valenciana y partes de Murcia se comen toñas o monas de Pascua. Esta última está elaborada con los mismos ingredientes que la toña, pero tradicionalmente es horneada con un huevo cocido en la parte central.

## Ingredientes
Es un brioche que se elabora con harina, leche, levadura, azúcar, huevos, aceite, sal, agua (hervida con canela y anís) y ralladura de limón principalmente, aunque en muchos sitios le suelen añadir patata.
Es una masa cuyo amasado conlleva mucho trabajo, y requiere varias horas de reposo previo a su cocción.

## Otros nombres
Aunque el nombre más común y utilizado es el de toña, según la población o la comarca se le suele conocer de otras muchas formas, tales como panquemao (en referencia a su apariencia). Otros nombres que se dan son panou, el cual suele tener un capuchón de clara de huevo encima, fogaza, o fogaseta que es como se la conoce en la comarca alicantina del Bajo Vinalopó o el de mona en las localidades de la Vega Baja.

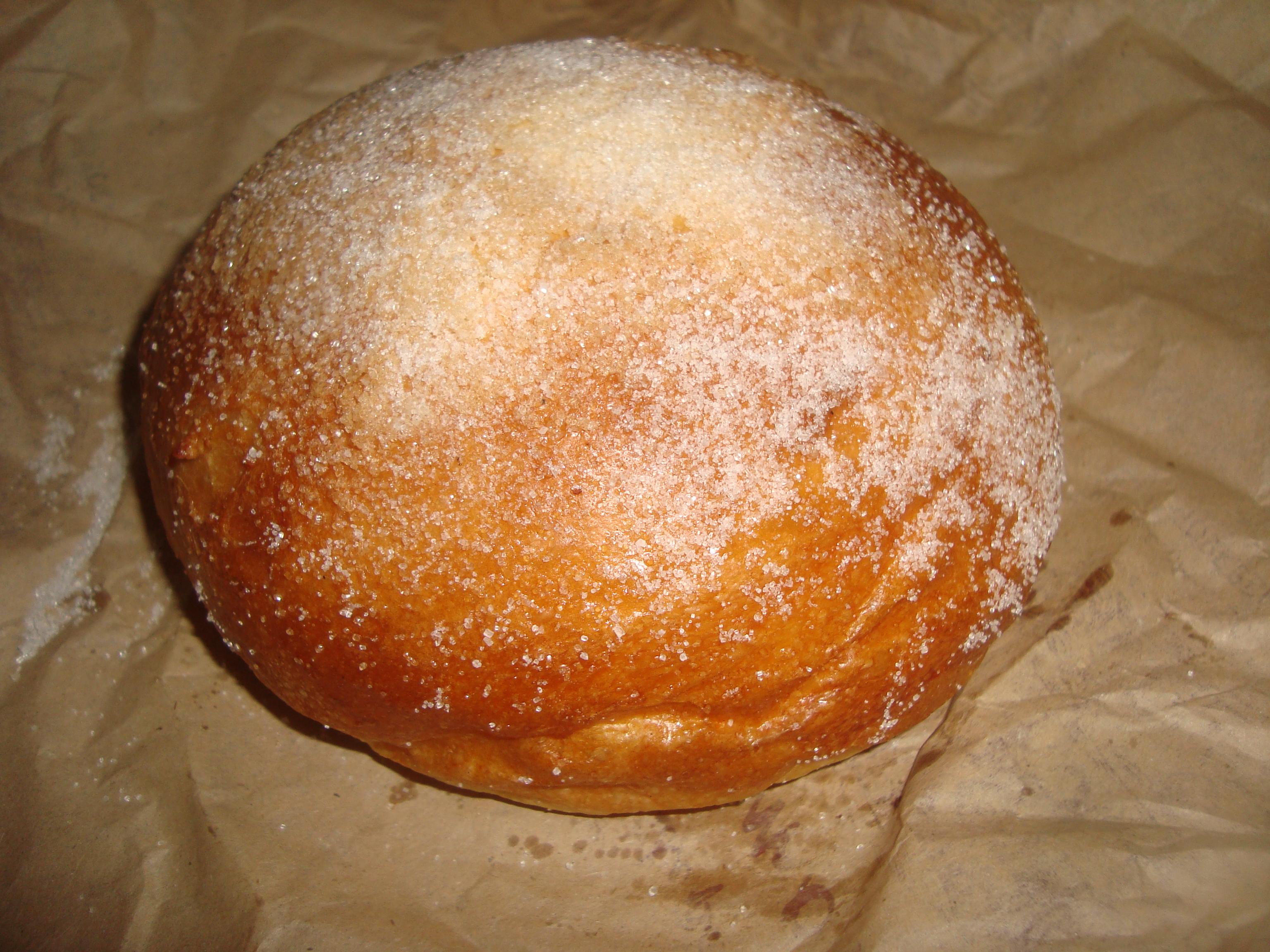
Panquemao.

## Características
Tiene un sabor dulce, con el interior blanco y esponjoso, y una capa exterior de color oscuro y tostado, como si estuviera un poco quemado, de donde recibe su nombre. 
En Semana Santa y Pascua, se suele consumir en toda la Comunidad Valenciana la mona de Pascua. Es un dulce elaborado con la misma masa que la toña, pero suele ir acompañada de un huevo cocido en su centro. También se elabora con formas curiosas, de animales como cocodrilos o serpientes, que portan el huevo en la boca. Es común la expresión "ir de mona", que hace referencia a salir a merendar este dulce a algún lugar del campo con familiares y amigos durante los días de Pascua.
El antecedente de este producto sería la "munna", término árabe que significa ‘provisión de boca’, regalo que los moriscos hacían a sus señores.

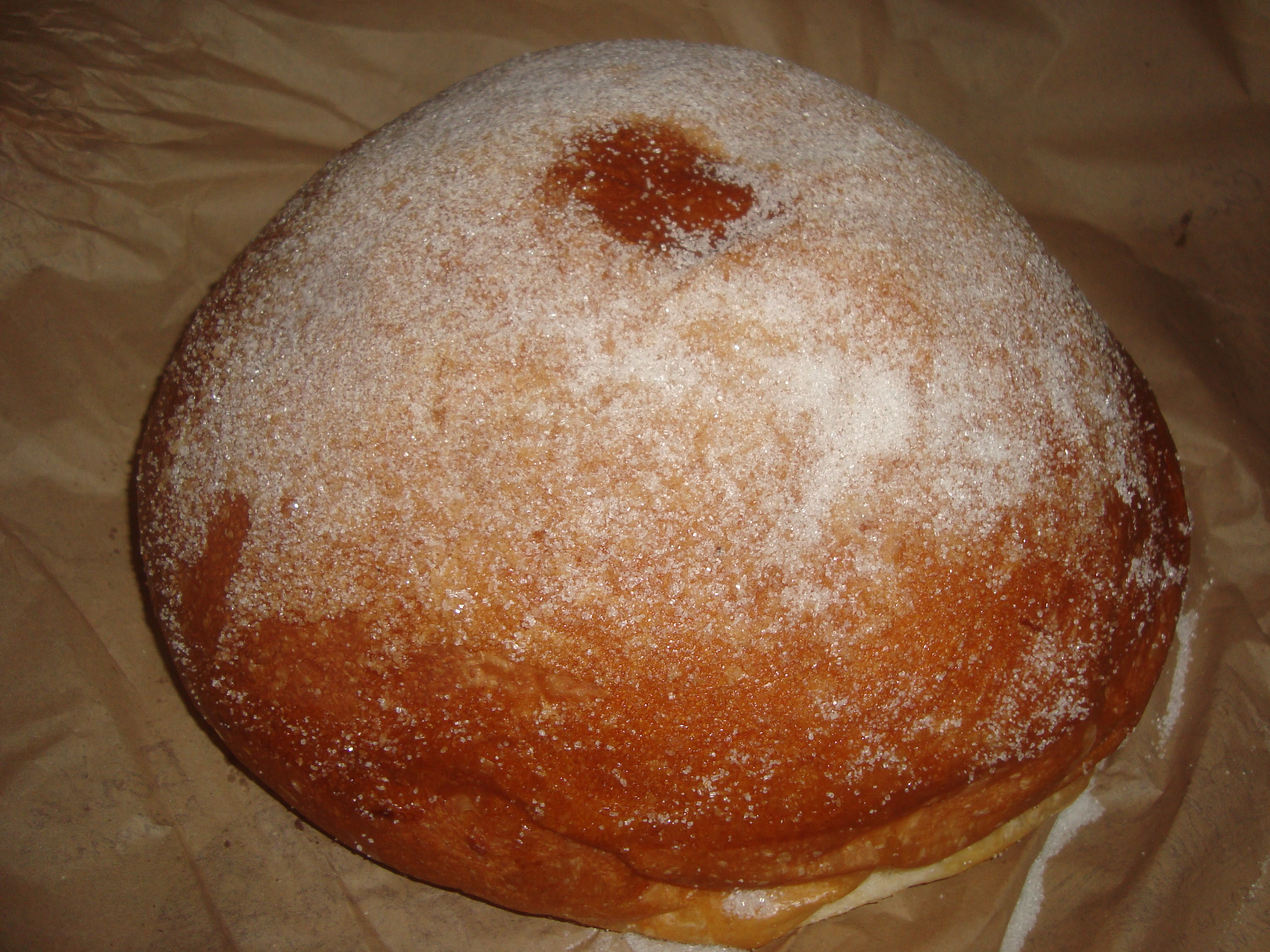
Panquemao (Castellón)

## Variedades
- Rollo: De la misma masa que el panquemado, con forma redonda y un agujero en el centro.
- Rollo de Mantel: De la misma masa del panquemado, con la forma más parecida a un pan redondo, y sin la clara del huevo por encima.
- Mouna y mona de Pascua: De la misma masa del panquemado, pero con tamaño menor, y con formas para los más pequeños. Tradicionalmente se hornea con un huevo cocido, que en ocasiones se pinta o se sustituye por un huevo de chocolate.[1]
- Tortas de pasas y nueces: La masa del panquemado, pero acompañada por estos frutos secos. Según en qué panadería se haga, habrá de un tipo u otro, e incluso con más ingredientes.
- Trena: Con la masa de la mona se hacen dos cuerdas que se entrelazan, luego se recubre con merengue y azúcar y se cuece, quedando encima una capa caramelizada.
- Toñitas: Es la variante pequeña de la toña. En la Comunidad Valenciana es común partirlas por la mitad y rellenarlas con un trozo de helado de barra.[2]